# Llista de cràters d'Amaltea
En aquest article només es mostra els noms oficials aprovats per la Unió Astronòmica Internacional (UAI).
Aquesta és una llista de cràters amb nom d'Amaltea, una de les moltes llunes de Júpiter, descoberta per Edward Barnard el 1892.
El 2019, els 2 cràters amb nom d'Amaltea representaven el 0,03% dels 5475 cràters amb nom del Sistema Solar. Altres cossos amb cràters amb nom són Ariel (17), Cal·listo (142), Caront (6), Ceres (115), Dàctil (2), Deimos (2), Dione (73), Encèlad (53), Epimeteu (2), Eros (37), Europa (41), Febe (24), Fobos (17), Ganímedes (132), Gaspra (31), Hiperió (4), Ida (21), Itokawa (10), Janus (4), Japet (58), Lluna (1624), Lutècia (19), Mart (1124), Mathilde (23), Mercuri (402), Mimas (35), Miranda (7), Oberó (9), Plutó (5), Proteu (1), Puck (3), Rea (128), Šteins (23), Tebe (1), Terra (190), Tetis (50), Tità (11), Titània (15), Tritó (9), Umbriel (13), Venus (900), i Vesta (90).

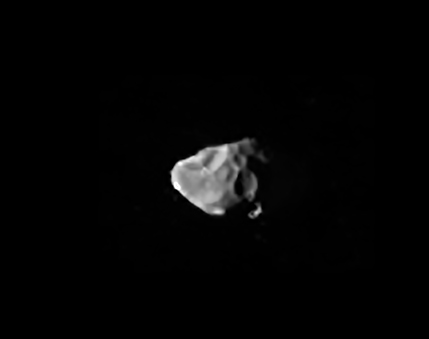
Imatge d'Amaltea (Júpiter v)

La superfície d'Amaltea està plena de cràters, alguns d'ells d'una grandària gegantesca comparada amb la grandària de la lluna; Pan (el cràter més extens) mesura 100 km de diàmetre i té 8 km de profunditat. El segon cràter en extensió, Gaea, té un diàmetre de 80 km, i és probablement el doble de profund que Pan.

## Llista
Els cràters d'Amaltea porten els noms de personatges i llocs vinculats al mite d'Amaltea.
La latitud i la longitud es donen com a coordenades planetogràfiques amb longitud oest (+ Oest; 0-360).
| Cràter | Coordenades                          | Diàmetre (km) | Epònim | Ref.  |
| ------ | ------------------------------------ | ------------- | --- | ----- |
| Gaea   | 80° 00′ S, 90° 00′ O / 80.0°S,90.0°O | 80,0          | Gea - Deessa mare que, en la mitologia grega, representava la Terra i que va portar a Zeus quan era nen a Amaltea.                               | WGPSN |
| Pan    | 55° 00′ N, 35° 00′ O / 55.0°N,35.0°O | 100,0         | Pan - Deïtat amb característiques semblants a una cabra que, en algunes històries de la mitologia grega, es diu que van ser alletat per Amaltea. | WGPSN |